# 魏藻德
魏藻德（1605年7月1日—1644年），字思令，號清躬，應天府上元縣人，順天府通州籍，明朝狀元、政治人物。

## 生平
崇禎三年（1630年）庚午科第二十三名舉人，崇禎十三年（1640年）庚辰科易四房會試第98名進士，殿試一甲一名，授翰林院修撰。
崇禎帝复召進士四十八人於文华殿，问：「今日内外交讧，何以报仇雪耻？」藻德即以「知耻」对，又自叙崇禎十一年（1638年）守通州有功。帝擢置第一，授翰林院修撰。薛國觀拔爲第一名的鄒式金被抑爲二甲，楊瓊芳被抑爲三甲。
崇禎十七年（1644年）二月，诏加兵部尚书兼工部尚书、文渊阁大学士。三月，蔣德璟罷相後，繼任首輔。同月，太監杜勳入城勸降，帝問藻德意見，藻德不發一語，崇禎大怒，當著魏藻德的面推倒龍椅。
闖王李自成破燕京，藻德投降。李自成责問藻德为何不殉死？魏藻德回答说：「方求效用，那敢死。」自成部將劉宗敏下令勒索内阁，求十万兩白銀。魏藻德僅输一万兩，劉宗敏認為太少，將之刑求五日五夜，脑裂而死。
闖軍又逮捕其子索要銀兩，其子說：「家已罄尽。父在，犹可丐诸门生故旧。今已死，复何所贷？」闖軍將之斬首。

## 家族
曾祖魏𨰃（耆賓）、祖魏茂（千戶封武略將軍）、父魏朝卿（恩榮儒官）。

## 延伸阅读
[在维基数据编辑]
 《明史卷二百五十三》，出自《明史》